# 2020년 하계 올림픽 축구 남자 선수 명단
이 문서에서는 2020년 하계 올림픽 축구 남자에 참여한 선수들의 명단을 정리한다. 22명의 선수로 한 팀이 구성되어 있고, 그 중 15명은 1997년 1월 1일 이후에 출생한 선수들이어야 한다. 나머지 3명은 나이 제한이 없는 와일드카드로 활용할 수 있고, 22명 중 3명은 반드시 골키퍼가 포함되어야 한다.
국제 축구 연맹은 2021년 7월 2일에 2020년 하계 올림픽을 위한 변경 사항이 있음을 확인했다. 이에 따라 22명의 선수가 명단에 이름을 올릴 수 있게 되었으며, 매 경기마다 18명이 이름을 올릴 수 있게 되었다. 이러한 변화는 코로나19 범유행에 따른 도전으로 인해 구현되었다.

## 같이 보기
- 2020년 하계 올림픽 축구 여자 선수 명단